# Избербаш (гора)
Избербаш — гора в системе хребта Канабуру Большого Кавказа, расположена в республике Дагестан, в окрестностях города Избербаш. С кумыкского название можно перевести как «след на вершине горы».
Находится на высоте 220 метров над уровнем моря.
Избербаш — это сочетание множества скал, которые заходят друг за друга, и только с одного определённого места отчетливо просматривается профиль поэта А. С. Пушкина, по этой причине гора более известна под неофициальным названием Пушкин-Тау.
В 1978 году, согласно постановлению совмина автономной республики, скала была признана памятником природы регионального значения.